# Großsteingräber bei Helm
Die Großsteingräber bei Helm waren vier megalithische Grabanlagen der jungsteinzeitlichen Trichterbecherkultur bei Helm, einem Ortsteil von Wittenburg im Landkreis Ludwigslust-Parchim (Mecklenburg-Vorpommern). Sie wurden im 19. Jahrhundert zerstört. Johann Ritter untersuchte die Gräber 1839 und 1840.

## Lage
Grab 1 lag einige tausend Meter westnordwestlich von Helm in Richtung Wittenburg am Piepenmoor. Grab 2 befand sich unmittelbar östlich des Weges von Helm nach Wittenburg nördlich des Haidbergs. Grab 3 lag auf dem nordwestlichen Abhang des Haidbergs, etwa 75 m von Grab 2 entfernt. Grab 4 lag westlich von Helm auf einen Feld, direkt an einem Sumpf. Westlich von Helm lagen die Großsteingräber bei Perdöhl, nördlich die Großsteingräber bei Wittenburg.

## Beschreibung

### Grab 1
Grab 1 besaß ein Hünenbett mit einer Länge von 36 Fuß (ca. 10,8 m) und einer Breite von 20 Fuß (ca. 6 m). Es besaß eine Umfassung aus großen Steinen, die teilweise 6 Fuß (ca. 1,8 m) hoch und 4 Fuß (ca. 1,2 m) breit und dick waren. Einige Steine waren schon ein paar Jahre vor Ritters Untersuchung zur Gewinnung von Baumaterial für das Küsterhaus in Wittenburg entfernt worden. Zur Grabkammer oder zum Fehlen einer solchen machte Ritter keine Angaben; der genaue Grabtyp lässt sich somit nicht bestimmen.

### Grab 2
Grab 2 besaß ein großes ost-westlich orientiertes, trapezförmiges Hünenbett mit einer Länge von 186 Fuß (ca. 55,8 m) und einer Breite von 16 Fuß (ca. 4,8 m) am Ost- bzw. 12 Fuß (ca. 3,6 m) am Westende. Ritter konnte noch eine steinerne Umfassung an den Seiten feststellen. Die Hügelschüttung war im östlichen Drittel 4 Fuß (ca. 1,2 m) und in den westlichen zwei Dritteln 3 Fuß (ca. 0,9 m) hoch erhalten. Der anstehende Boden ist sandig, die Hügelschüttung bestand hingegen aus etwas braunerem und zum Teil lehmhaltigen Material. Das östliche Drittel des Hünenbetts war laut Ritter durch quer gestellte Steine in drei gleich lange Abteilungen gegliedert. Ernst Sprockhoff interpretierte das als Hinweis auf eine Grabkammer, ebenso Ewald Schuldt, der eine Großdolmen annahm.
In der östlichen Abteilung fand Ritter die Scherben von drei unverzierten braunen Henkelgefäßen. Die mittlere Abteilung enthielt Scherben von zwei groben Gefäßen. In der westlichen Abteilung stieß Ritter auf einige Knochen, Scherben von drei Gefäßen, eine vollständige und eine bruchstückhaft erhaltene Feuerstein-Klinge sowie drei keilförmige, aber offenbar unbearbeitete Feuersteine. Ab westlichen Ende wurden zwei wohl neuzeitliche Eisenstücke gefunden. Außerdem fand sich über das ganze Grab verstreut Holzkohle.

### Grab 3
Grab 3 war ein ost-westlich orientiertes kammerloses Hünenbett mit einer Länge von 52 Fuß (ca. 15,6 m) und einer Breite von 22 Fuß (ca. 6,6 m). Es besaß eine Umfassung, deren Steine bis zu 3 Fuß (ca. 0,9 m) aus der Erde ragten. Die Hügelschüttung war 4 Fuß (ca. 1,2 m) hoch erhalten und bestand aus rotgelbem Sand. Etwa 0,6 m über dem anstehenden Boden fanden sich in der gesamten Hügelschüttung rötliche und graue Steinplatten.
Etwa in der Mitte des Grabes stand auf einer Steinplatte und umgeben von etwas dunklerer Erde eine zerdrückte, gelb-rötlichbraune Henkelkanne mit einer Verzierung aus senkrechten Strichgruppen. Sie befindet sich heute in der Sammlung des Archäologischen Landesmuseums Mecklenburg-Vorpommern in Schwerin.

### Grab 4
Grab 4 besaß ein ost-westlich orientiertes Hünenbett mit einer Länge von 38 Fuß (ca. 11,4 m) und einer Breite von 20 Fuß (ca. 6 ). Es besaß eine steinerne Umfassung und die Hügelschüttung war noch 3,5 Fuß (ca. 1,1 m) hoch erhalten. Etwa 8 Fuß (ca. 2,4 m) vom östlichen Ende entfernt lag entweder eine dreigeteilte Grabkammer oder drei nebeneinander liegende kleine Grabkammern mit einer Breite von 4 Fuß (ca. 1,2 m). Gleich dahinter folgte eine weitere Reihe von 3 Grabkammer mit 6 Fuß (ca. 1,8 m) Breite. Darin lag zerbrochen der einzige noch erhaltene Deckstein. In dem Grab fand Ritter eine Feuerstein-Klinge sowie Keramikscherben, die möglicherweise zu fünf nicht näher bestimmbaren Gefäßen gehörten.